# Daniel Frederik Eschricht

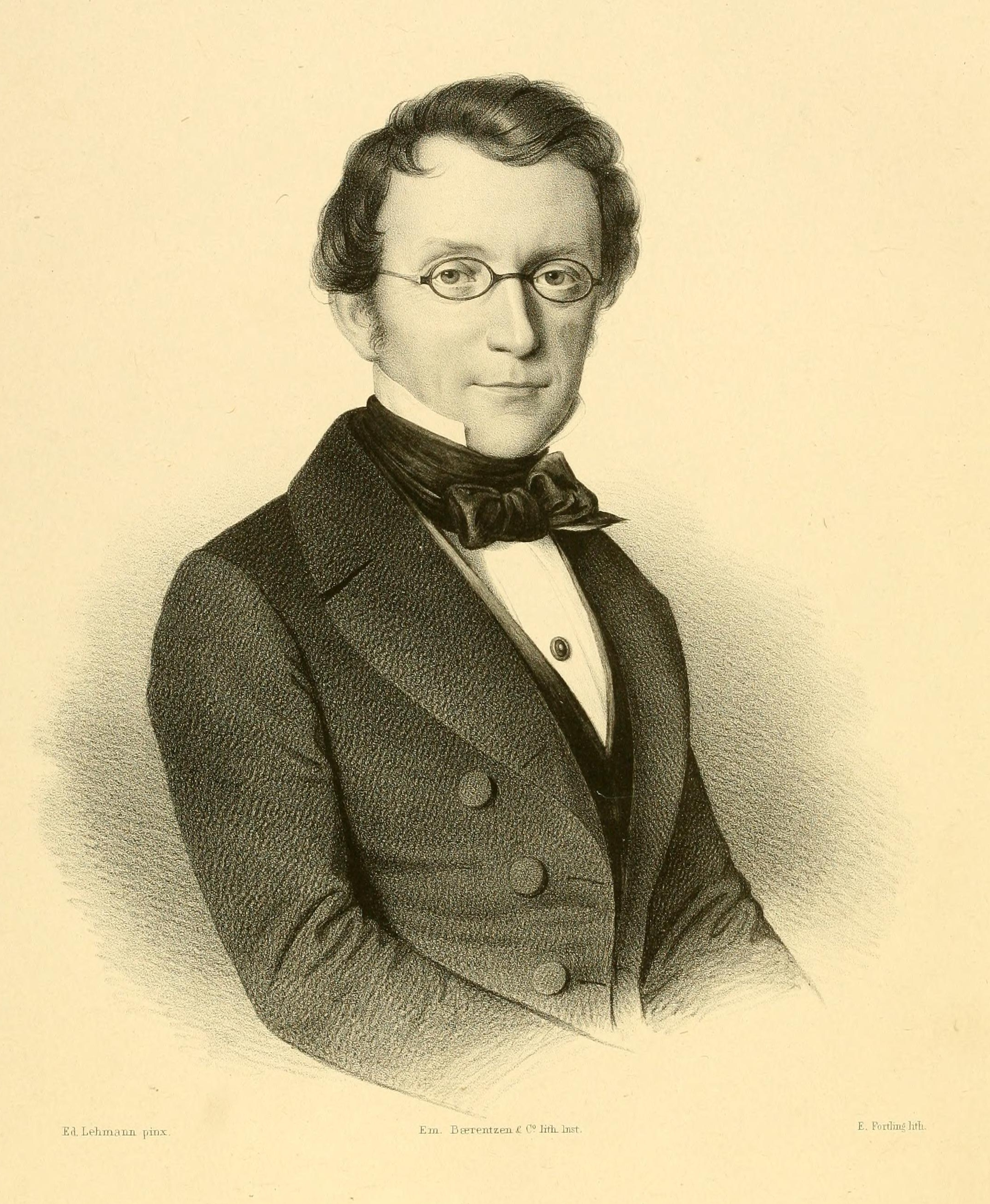
Daniel Frederik Eschricht

Daniel Frederik Eschricht (* 18. März 1798 in Kopenhagen; † 22. Februar 1863) war ein dänischer Arzt (Physiologie, Anatomie) und Zoologe.

## Leben
Nach seinem Abschluss in Medizin 1822 praktizierte Eschricht zunächst als Arzt auf Bornholm und war dann 1824/25 bei François Magendie (1783–1855) in Paris, der ihn in experimenteller Physiologie unterrichtete. Er promovierte 1825 über die Funktion und Anatomie einiger Hirnnerven und studierte danach noch drei Jahre bei führenden vergleichenden Anatomen in Europa, darunter Georges Cuvier. Danach lehrte er Physiologie an der Universität Kopenhagen, ab 1830 als Professor für Physiologie und später auch für Anatomie.
Eschricht wandte sich mehr und mehr der Naturgeschichte zu und befasste sich als Zoologe besonders mit Walen. Auch verfasste er eine Studie über Kaspar Hauser (Unverstand oder schlechte Erziehung, Berlin 1858).
Zu seinen Schülern zählte Gustavus Detlef Hinrichs und er arbeitete mit dem Paläontologen Peter Wilhelm Lund zusammen.

## Ehrungen
1837 wurde er zum Mitglied der Deutschen Akademie der Naturforscher Leopoldina, 1855 zum korrespondierende Mitglied der Russischen Akademie der Wissenschaften, 1856 zum auswärtigen Mitglied der Bayerischen Akademie der Wissenschaften, 1860 zum korrespondierenden Mitglied der Göttinger Akademie der Wissenschaften und 1863 zum Mitglied der American Philosophical Society gewählt.

## Schriften
- Zoologisch-anatomisch-physiologische Untersuchungen über die nordischen Wallthiere, Leipzig: Voss 1849, Biodiversity Library